# Беле ноћи (приповетка)
Беле ноћи (рус. Белые ночи) је приповјетка Фјодора Михајловича Достојевског која је први пут објављена 1848. године.

## Радња
Као и многе од прича Достојевског, „Беле ноћи“, говоре у првом лицу од безименог наратора који живи сам у граду и пати од усамљености и немогућности да заустави размишљање. Лик је архетип и велики сањар. Живи свој живот у сопственом уму, замишљајући да је старац, све док једне ноћи у Петрограду не сретне девојку Настјењку...

## Филмске адаптације
Приповетка је седам пута адаптирана на филму, а први пут је то урадио Лукино Висконти са истоименим  филмом. 